# 장성성산초등학교
장성성산초등학교는 대한민국 전라남도 장성군 장성읍 성산리에 있는 공립 초등학교로, 대한제국 시대 말기였었던 1908년 4월 19일에 첫 개교되었다.

## 학교 연혁
- 1908년 4월 19일 사립 장명학교 인가
- 1911년 6월 22일 장성공립보통학교(4년제) 설립인가
- 1921년 4월 21일 현 위치로 이전
- 1929년 2월 23일 6년제 학제 개편
- 1938년 4월 1일 장성성산공립심상소학교로 개칭[1]
- 1941년 4월 1일 장성성산공립국민학교 (명칭 변경)[2]
- 1949년 12월 31일 장성성산국민학교 (명칭 변경)[3]
- 1981년 2월 2일 병설유치원 인가
- 1996년 3월 1일 장성성산초등학교 (명칭 변경)[4]
- 1997년 3월 1일 장성북초등학교 통합
- 2016년 9월 1일 제23대 오광자 교장 부임
- 2017년 2월 10일 제106회 졸업식(총8772명)
- 2024년 1월 9일 제113회 졸업식(강두영 외 14명)

## 참고 자료
- 장성성산초등학교 - 한국교육학술정보원 학교알리미